# 海蘭斯普林斯 (加利福尼亞州萊克縣)
海蘭斯普林斯（英語：Highland Springs）是位於美國加利福尼亞州萊克縣的一個非建制地區。該地的面積和人口皆未知。

## 地理
海蘭斯普林斯的座標為38°54′16″N 122°54′25″W / 38.90444°N 122.90694°W，而該地的平均海拔高度為452米（即1483英尺）。